# 佐野タカシ
佐野 タカシ（さの タカシ、11月11日 - ）は、日本の漫画家。新潟県在住。

## 概要
27歳の時に同人誌が関係者の目に留り、1992年8月『コミックパピポ』（フランス書院）にて掲載の「ホンコン・クライシス」でデビュー。
『ヤングキング』（少年画報社）にて『イケてる2人』を1997年から2010年まで連載。同作品は、1999年にテレビアニメ化されたほか、2009年には実写映画化された。また『うさぎちゃんでCue!!』は、OVA作品としてアニメ化された。

## 作品リスト

### 漫画作品
下記のほか、『チェンジH』（少年画報社）などのアンソロジーコミックでも執筆。
- イケてる2人（『ヤングキング』1997年 - 2010年）
- イケてる刑事（『ヤングキング別冊キングダム』→『ヤングキング』1998年 - 2004年）
- うさぎちゃんでCue!!（『ヤングキングアワーズ』1998年 - 2000年）
- 恋する花々（『ヤングコミック』2005年1月号 - 2006年2月号）
- 少年ブランキーJET（『月刊ComicREX』2006年3月号 - 2007年4月号）
- ランパラ！（『ヤングコミック』2006年5月号 - 2008年4月号）
- あげきす（『月刊ヤングキング』2008年）
- かてきょ！（『ヤングコミック』2009年1月号 - 4月号）
- マキア（『ネメシス』2010年No.1 - 2013年No.13[1]）
- かてきょん！（『ヤングコミック』2010年1月号 - 8月号）
- SSシスターズ（『月刊ヤングキング』2010年4月号[2] - 2013年）
- ラブ♡スタ（『ヤングキング』2010年18号[3] - 2011年8号[4]）
- アイドルto NIGHT!（『コミックBREAK』→『ケータイコミックBREAK』2009年）
- かてきゅん♥（『ヤングコミック』2010年10月号 - 2011年5月号）
- 純情 うさぎ屋酒場（『ヤングコミック』2011年8月号 - 2012年12月号）
- 雷神 いかづち（『ヤングキング』2011年18号[5] - 2012年）
- ブラックスイープシスターズ（原作：藤沢とおる、『月刊ComicREX』2012年3月号[6] - 2013年7月号[7]）
- 氷の女王、ときめくる。（『コミックヘヴン』2013年 - 2015年）
- 月夜の交差点（『週刊漫画ゴラク』2014年 -  2015年）
- 撮られたい（原作：今野杏南、『Webヤングキング』2015年 - 2016年）
- 瀧晏名の本性はSなのかMなのか俺だけが知っている。（『コミックヘヴン』2015年 − 2016年）
- 今宵、妻が。（『漫画ゴラクスペシャル』2015年5月号[8] - 連載中）
- 黒いセーラー服（『コミックヘヴン』2017年Vol.30[9] - 2020年Vol.45[10]）
- 蒼の不倫（『週刊漫画ゴラク』2020年4月17日号[11] - 連載中）
- スカートの裾掴むボクの手が今も震えてるのは……。（『ヤングコミック』2021年2月号 - 2022年3月号）
- 妻は夜鷹か夜雀か（『ヤングコミック』2022年5月号[12] - 2024年11月号[13]）
- ふうふよきかな〜夫婦善哉〜（『ヤングコミック』2025年2月号[14] - ）

### 書籍
- 『プリティ・タフ』フランス書院〈Xコミックス〉、1994年発行、ISBN 4-8296-7729-5
  - 茜新社、全2巻
    - 『プリティ・タフ スイート』1996年発行、ISBN 4-87182-194-3
    - 『プリティ・タフ ビター』1996年発行、ISBN 4-87182-195-1

  - 大都社〈ハードコミックス〉、2000年発行、ISBN 4-88653-641-7
- 『可愛いヴァニラ』フランス書院〈Xコミックス〉、1996年発行、ISBN 4-8296-7764-3
- 『天使か悪魔』フランス書院〈Xコミックス〉、1997年発行、ISBN 4-8296-7774-0
- 『イケてる2人』、少年画報社〈ヤングキングコミックス〉1997年 - 2010年、全33巻
- 『チーズ・ドール』フランス書院〈フランス書院コミック文庫〉、1998年発行、ISBN 4-8296-7373-7
- 『Milky Stream Liner』フランス書院〈Xコミックス〉、1999年発行、ISBN 4-8296-7797-X
- 『Candy=heroine』コアマガジン、1999年発行、ISBN 4-87734-242-7、A5判
  - コアマガジン〈ホットミルクコミックスEX〉、2002年発行、ISBN 4-87734-512-4、B6判
- 『うさぎちゃんでCue!!』、少年画報社〈ヤングキングコミックス〉1999年 - 2000年、全2巻
- 『トラブル・チェリー! -探偵白書-』、少年画報社〈ヤングキングコミックス〉1999年、全1巻
  - （改訂版）『探偵白書 -トラブルチェリー改訂版-』、大都社〈ダイトコミックス〉2004年、全1巻
- 『イケてる刑事』、少年画報社〈ヤングキングコミックス〉2000年 - 2006年、全9巻
- 『ヴァニラ・ビーンズ』大都社〈ダイトコミックス〉2001年発行、ISBN 4886537251
- 『独裁 FASCIO』フランス書院〈Xコミックス〉、2002年発行、ISBN 4-8296-7816-X
- 『プティ・ア・ラ・モード』大都社〈ダイトコミックス〉、2002年発行、ISBN 4886537421
- 『佐野タカシ作品集 SM〜スウィートミルフ』大都社〈ダイトコミックス〉、2002年発行、ISBN 4886537359
- 『佐野タカシ作品集 honey dip』大都社〈ダイトコミックス〉、2002年発行、ISBN 488653743X
- 『ラヴ・ソール』大都社〈ダイトコミックス〉、2003年発行、ISBN 488653791X
- 『恋する花々』、少年画報社〈ヤングコミックコミックス〉2005年 - 2006年、全2巻
  1. 2005年発行、ISBN 4-7859-2558-2
  2. 2006年発行、ISBN 4-7859-2626-0
- 『少年ブランキーJET』、一迅社〈REXコミックス〉、全2巻
  1. 2006年発行、ISBN 4758060207
  2. 2007年発行、ISBN 978-4758060509
- 『ランパラ！』、少年画報社〈ヤングコミックコミックス〉2007年 - 2008年、全3巻
  1. 2007年1月12日発売[15]、ISBN 978-4-7859-2738-7
  2. 2007年9月25日発売[16]、ISBN 978-4-7859-2856-8
  3. 2008年4月25日発売[17]、ISBN 978-4-7859-2947-3
- 『あげきす』、少年画報社〈ヤングキングコミックス〉2009年 - 2010年、全2巻
  1. 2009年2月19日発売[18]、ISBN 978-4-7859-3111-7
  2. 2010年2月29日発売[19]、ISBN 978-4-7859-3321-0
- 『かてきょ！』少年画報社〈ヤングキングコミックス〉、2009年5月27日発売[20]、ISBN 978-4-7859-3165-0
- 『かてきょん！』少年画報社〈ヤングコミックコミックス〉、2010年9月10日発売[21]、ISBN 978-4-7859-3464-4
- 『かてきゅん♥』少年画報社、2011年5月27日発売[22]、ISBN 978-4-7859-3629-7
- 『ラブ♡スタ』、少年画報社〈ヤングキングコミックス〉2010年 - 2011年、全2巻
  1. 2010年12月13日発売[23]、ISBN 978-4-7859-3531-3
  2. 2011年4月19日発売[24]、ISBN 978-4-7859-3608-2
- 『SSシスターズ』、少年画報社〈ヤングキングコミックス〉2010年 - 2013年、全5巻
  1. 2010年10月12日発売[25]、ISBN 978-4-7859-3483-5
  2. 2011年3月19日発売[26]、ISBN 978-4-7859-3588-7
  3. 2012年1月19日発売[27]、ISBN 978-4-7859-3774-4
  4. 2012年7月2日発売[28]、ISBN 978-4-7859-3875-8
  5. 2013年2月19日発売[29]、ISBN 978-4-7859-4022-5
- 『アイドルto NIGHT!』、日本文芸社〈ニチブンコミックス〉2010年、全1巻
- 『マキア』、講談社〈シリウスKC〉2011年 - 2013年、全3巻
  1. 2011年7月8日発売[30]、ISBN 978-4-06-376276-1
  2. 2012年7月9日発売[31]、ISBN 978-4-06-376353-9
  3. 2013年8月9日発売[32]、ISBN 978-4-06-376414-7
- 『純情うさぎ屋酒場』、少年画報社〈ヤングコミックコミックス〉2012年 - 2013年、全2巻
  1. 2012年4月10日発売[33]、ISBN 978-4-7859-3824-6
  2. 2013年1月10日発売[34]、ISBN 978-4-7859-4001-0
- 『雷神 いかづち』、少年画報社〈ヤングキングコミックス〉2012年、全2巻
  - 上巻、2012年9月24日発売[35]、ISBN 978-4-7859-3925-0
  - 下巻、2012年9月24日発売[35]、ISBN 978-4-7859-3926-7
- 『ブラックスイープシスターズ』、原作：藤沢とおる、一迅社〈REXコミックス〉2012年 - 2013年、全3巻
  1. 2012年6月27日発売[36]、ISBN 978-4-7580-6317-3
  2. 2012年12月27日発売[37]、ISBN 978-4-7580-6347-0
  3. 2013年7月27日発売[38]、ISBN 978-4-7580-6398-2
- 『氷の女王、ときめくる。』、日本文芸社〈ニチブンコミックス〉2014年 - 2015年、全2巻
  1. 2014年4月19日発売[39]、ISBN 978-4-537-13156-7
  2. 2015年2月9日発売[40]、ISBN 978-4-537-13260-1
- 『緊縛浪漫傑作選集 縄 -JOH-』少年画報社〈ヤングキングコミックス〉、2014年6月23日発売[41]、ISBN 978-4-7859-5321-8
- 『月夜の交差点』日本文芸社〈ニチブンコミックス〉、2015年5月29日発売[42]、ISBN 978-4-537-13293-9
- 『緊縛浪漫傑作選集 縛 -baku-』少年画報社〈ヤングキングコミックス〉、2015年4月27日発売[43]、ISBN 978-4-7859-5532-8
- 『緊縛浪漫傑作選集 宴 -en-』少年画報社〈ヤングキングコミックス〉、2016年4月11日発売[44]、ISBN 978-4-7859-5745-2
- 『今宵、妻が。』、日本文芸社〈ニチブンコミックス〉2016年 - 、既刊21巻（2025年2月28日現在）
  1. 2016年1月18日発売[45]、ISBN 978-4-537-13396-7
  2. 2016年4月28日発売[46]、ISBN 978-4-537-13436-0
  3. 2016年10月28日発売[47]、ISBN 978-4-537-13501-5
  4. 2017年6月8日発売[48]、ISBN 978-4-537-13592-3
  5. 2017年11月20日発売[49]、ISBN 978-4-537-13655-5
  6. 2018年5月9日発売[50]、ISBN 978-4-537-13738-5
  7. 2018年11月29日発売[51]、ISBN 978-4-537-13845-0
  8. 2019年5月29日発売[52]、ISBN 978-4-537-13928-0
  9. 2019年11月29日発売[53]、ISBN 978-4-537-14167-2
  10. 2020年5月9日発売[54]、ISBN 978-4-537-14240-2
  11. 2020年10月29日発売[55]、ISBN 978-4-537-14301-0
  12. 2021年4月19日発売[56]、ISBN 978-4-537-14364-5
  13. 2021年9月29日発売[57]、ISBN 978-4-537-14412-3
  14. 2022年1月27日発売[58]、ISBN 978-4-537-14454-3
  15. 2022年7月7日発売[59]、ISBN 978-4-537-14525-0
  16. 2022年12月19日発売[60]、ISBN 978-4-537-14583-0
  17. 2023年5月29日発売[61]、ISBN 978-4-537-14646-2
  18. 2023年10月18日発売[62]、ISBN 978-4-537-14705-6
  19. 2024年3月29日発売[63]、ISBN 978-4-537-14796-4
  20. 2024年8月29日発売[64]、ISBN 978-4-537-14883-1
  21. 2025年2月28日発売[65]、ISBN 978-4-537-14969-2
- 『瀧晏名の本性はSなのかMなのか俺だけが知っている。』、日本文芸社〈ニチブンコミックス〉2016年 - 2017年、全2巻
  1. 2016年1月29日発売[66]、ISBN 978-4-537-13400-1
  2. 2017年2月27日発売[67]、ISBN 978-4-537-13553-4
- 『撮られたい』、原作：今野杏南、少年画報社〈ヤングキングコミックス〉2017年、全1巻
- 『黒いセーラー服』、日本文芸社〈ニチブンコミックス〉2018年 - 2020年、全3巻
  1. 2018年3月19日発売[68][69]、ISBN 978-4-537-13714-9
  2. 2018年12月28日発売[70]、ISBN 978-4-537-13868-9
  3. 2020年2月28日発売[71]、ISBN 978-4-537-14213-6
- 『夜のお伽噺 佐野タカシ美熟女選集 第1集 乱 -RAN-』、少年画報社、2018年発行
- 『夜のお伽噺 佐野タカシ美熟女選集 第2集 淫 -inn-』、少年画報社、2018年発行
- 『夜のお伽噺 佐野タカシ美熟女選集 第3集 獣 -kemono-』、少年画報社、2018年発行
- 『蒼の不倫』、日本文芸社〈ニチブンコミックス〉2021年 - 、既刊5巻（2024年10月29日現在）
  1. 2021年5月8日発売[72][73]、ISBN 978-4-537-14371-3
  2. 2022年4月27日発売[74]、ISBN 978-4-537-14495-6
  3. 2023年2月27日発売[75]、ISBN 978-4-537-14612-7
  4. 2023年11月29日発売[76]、ISBN 978-4-537-14728-5
  5. 2024年10月29日発売[77]、ISBN 978-4-537-14910-4
- 『スカートの裾掴むボクの手が今も震えてるのは……。』、少年画報社〈ヤングキングコミックス〉2021年 - 2022年、全2巻
  1. 2021年9月9日発売[78]、ISBN 978-4-7859-6988-2
  2. 2022年5月10日発売[79]、ISBN 978-4-7859-7136-6
- 『妻は夜鷹か夜雀か』、少年画報社〈ヤングキングコミックス〉2022年 - 2025年、全4巻
  1. 2022年12月8日発売[80]、ISBN 978-4-7859-7287-5
  2. 2023年8月10日発売[81]、ISBN 978-4-7859-7456-5
  3. 2024年5月10日発売[82]、ISBN 978-4-7859-7657-6
  4. 2025年1月10日発売[83]、ISBN 978-4-7859-7849-5

### その他
- 彼女が髪を切った理由（著者：雑破業、ネオノベルズ、1996年）小説挿絵
- ときめきLESSON（著者：雑破業、ネオノベルズ、1997年）小説挿絵